# Orobanche grenieri
Orobanche de Grenier
Espèce
Statut de conservation UICN

 LC  : Préoccupation mineure
Orobanche grenieri, l'Orobanche de Grenier, est une plante herbacée de la famille des Orobanchacées. C'est une espèce parasite dépourvue de chlorophylle.

## Description
Corolle à base blanchâtre passant progressivement à l'apex violet clair veiné de violet foncé.

## Parasitisme
Parasite sur Astéracées, surtout Lactuca perennis.

## Habitats
Pelouses steppiques.

## Répartition
En France : Provence, Briançonnais, Languedoc. De 0 à 1 400 m. d'altitude.

## Synonymes
- Orobanche cernua auct. gall. plur., p. p., non L.[2]
- Orobanche lactucae Arv. Touv.[2]